# Опера Словацкого национального театра

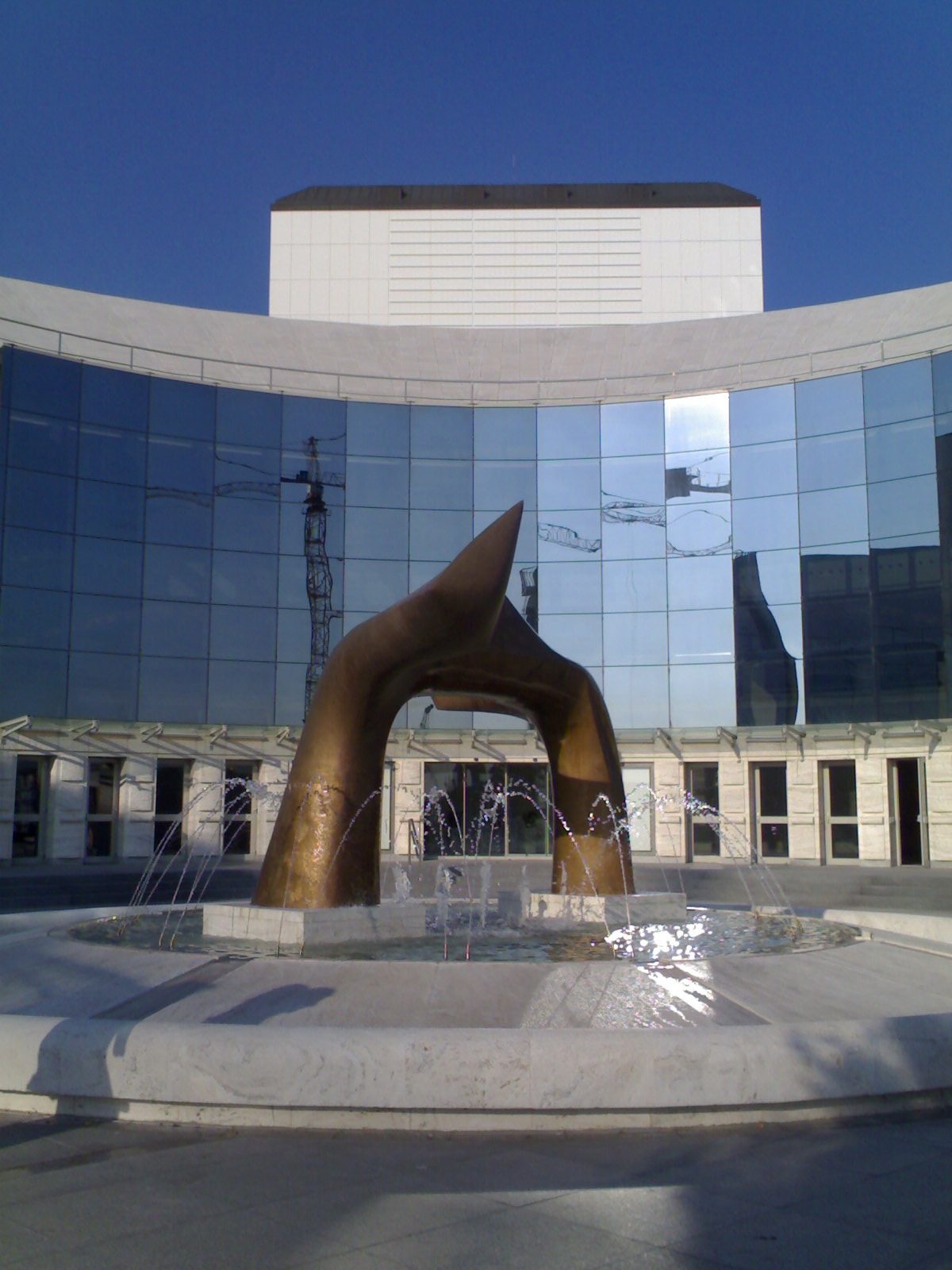
Вид спереди на новое здание Словацкого национального театра

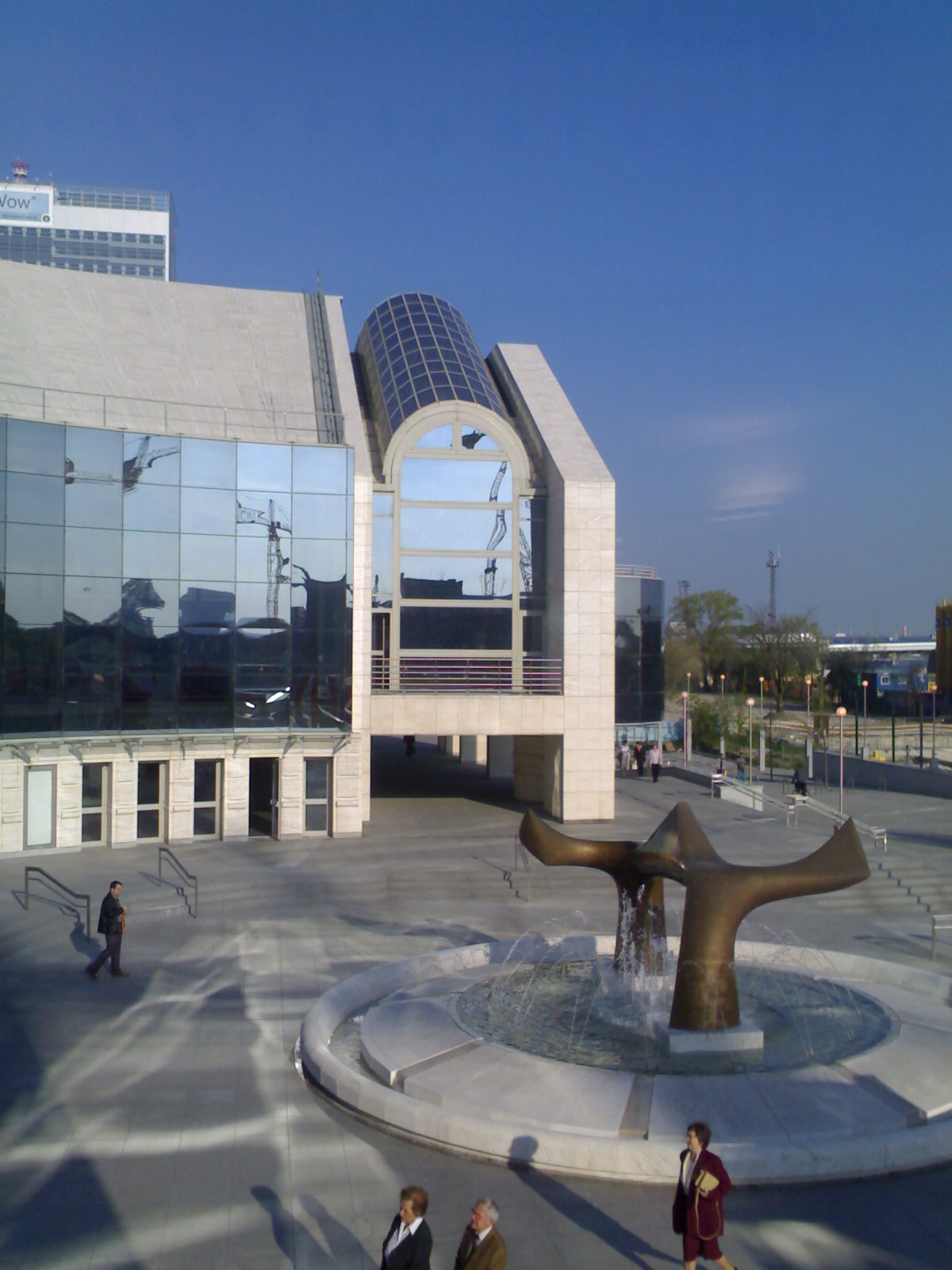
Вид на площадь и зал Оперы Словацкого национального театра из фойе зала Драмы Словацкого национального театра

Опера Словацкого национального театра, Дом оперы Словацкого национального театра (словац. Opera Slovenského národného divadla) — одно из структурных подразделений Словацкого национального театра (Братислава). Располагается в новом здании Словацкого национального театра на улице Прибины недалеко от исторического центра Братиславы. Как помещение оперного подразделения используется также и историческое здание театра на площади Гвездослава.
Спектакли в оперном театре проходят каждый день, кроме воскресенья, в течение всего театрального сезона, который длится с начала сентября по конец июня.

## История
Оперная сцена Словацкого национального театра открылась 3 марта 1920 года с постановки оперы «Поцелуй» чешского композитора Бедржиха Сметаны.
В межвоенный период с оперным коллективом Словацкого национального театра сотрудничали известный симфонический дирижёр, создатель балетов и автор оперетты Польская кровь Оскар Недбал и его племянник Карел. С операми Проданная невеста Бедржиха Сметаны и Русалка Антонина Дворжака Оскар Недбал в 1924 году представлял Словацкий национальный театр в Барселоне (Театр «Лисео»), а также в Мадриде (Королевский театр). Недбал также разрешил выступать на сцене оперного подразделения театра первому словацкому профессиональному певцу — тенору Янко Благо. Недбал был первым дирижёром оперы Кузнец Виланд словацкого композитора Яна Левослава Беллы.

## Текущий репертуар словацкого национального театра оперы

### Зал Словацкого национального театра
- Джакомо Пуччини: Богема (2014), режиссёр Петер Конвичны
- Эуген Сухонь: Водоворот (новая премьера — 2007 год), режиссёр: Юрай Якубиско
- Джузеппе Верди: Травиата (1992), режиссёр: Мариан Худовский
- Джузеппе Верди: Трубадур (2007), режиссёр: Мартин Бендик
- Джакомо Пуччини: Турандот (2006), режиссёр: Йозеф Беднарик
- Джакомо Пуччини: Мадам Баттерфляй (2007), режиссёр Петер Конвичны
- Джакомо Пуччини: Тоска (новая премьера — 2008 год), режиссёр Мирослав Фишер

### Историческое здание Словацкого национального театра
- Гаэтано Доницетти: Лючия ди Ламмермур, режиссёр: Юлиус Дьермек
- Гаэтано Доницетти: Любовный напиток, режиссёр: Павол Смолик
- Жорж Бизе: Кармен, режиссёр: Мариан Худовский
- Джузеппе Верди: Макбет, режиссёр: Мариан Худовский
- Джузеппе Верди: Набукко, режиссёр: Зузана Гилгуус
- Джузеппе Верди: Риголетто, режиссёр: Мариан Худовский
- Джузеппе Верди: Дон Карлос, режиссёр: Йозеф Беднарик
- Джузеппе Верди: Аида, режиссёр: Мирослав Фишер
- Милан Дубовский: Таинственный ключ, режиссёр: Павол Смолик
- Вольфганг Амадей Моцарт: Дон Жуан, режиссёр: Йозеф Беднарик
- Бела Барток: Замок герцога Синяя Борода (2003), режиссёр: Mартин Бендик
- Джузеппе Верди: Бал-маскарад (Густав III) (2004), режиссёр: Павол Смолик
- Гаэтано Доницетти: Дочь полка (2004), режиссёр: Йозеф Беднарик
- Бенджамин Бриттен: Питер Граймс (2005), режиссёр: Мартин Бендик
- Антонин Дворжак: Русалка (2005), режиссёр: Иржи Неквасил
- Пётр Ильич Чайковский: Евгений Онегин (2005), режиссёр: Петер Конвичны
- Франц Легар: Весёлая вдова (2005), режиссёр: Мариан Худовский
- Георг Фридрих Гендель: Альцина, режиссёр: Зузана Гилгуус
- Вольфганг Амадей Моцарт: Свадьба Фигаро (2006), режиссёр: Мартин Губа
- Тибор Фрешо: Мартин и солнце (2006), режиссёр: Павол Смолик
- Пьетро Масканьи: Сельская честь и Руджеро Леонкавалло: Паяцы (2006), режиссёр: Мариан Худовский
- Рихард Штраус: Ариадна на Наксосе (2007), режиссёр: Дитер Каэги
- Юрай Бенеш: Игроки (2004), режиссёр: Мартин Губа

## Руководство оперного подразделения Словацкого национального театра
Директора оперного подразделения Словацкого национального театра: 
- 2002 — 2006, Мариан Худовский
- 2006 — 2007, Петер Микулаш
- 1 июля 2007 года — 2008, Оливер Донаньи[1]
- 15 июля — 8 декабря 2008 года, Габриэла Бенячкова[2]
- декабрь 2008 года — апрель 2010 года, и. о.: Павол Смолик
- с апреля 2010 года — Ондрей Шот[3]

Дирижёры:
- Оливер Донаньи
- Мартин Мазик
- Павол Селецкий
- Душан Штефанек

Хормейстеры:
- Павол Прохазка
- Коломан Ковач

Постановщики:
- Славомир Якубек; главный постановщик
- Мартин Бендик
- Павол Смолик
- Владимир Звара
- Михал Бенедик